# Heinkel HD 28
Хейнкель HD 28 (нем. Heinkel HD  28) — немецкий самолёт-разведчик.

## Описание
Самолёт Heinkel HD 28 был разработан фирмой Heinkel по заказу Императорского флота Японии. Основным требованием заказчика была большая продолжительность полёта (не менее 9 часов на крейсерской скорости). HD 28 представлял собой трёхместный двухстоечный деревянный биплан, оснащённый двигателем Lorraine-Dietrich 28 мощностью 650 л. с. Вооружение самолёта состояло из двух передних неподвижных 7,7-мм пулемётов и одного такого же, установленного в задней кабине на подвижной турели, кроме того, самолёт мог нести две бомбы массой до 110 килограмм. Единственный прототип самолёта был передан японцам в 1927 году. В ходе испытаний самолёт показал себя с не лучшей стороны, проект закрыли.

## Лётно-технические характеристики
| Размах крыла, м                 | 15,00                              |
| Длина (на поплавках), м         | 10,95                              |
| Высота (на поплавках), м        | 4,17                               |
| Площадь крыла, м²               | 59,50                              |
| Масса, кг                       |                                    |
| пустого самолёта (на поплавках) | 2850                               |
| нормальная взлетная             | 3850                               |
| Тип двигателя                   | 1 ПД BMW IV                        |
| Мощность, л.с.                  | 1 х 320                            |
| Максимальная скорость, км/ч     | 200                                |
| Крейсерская скорость, км/ч      | 150                                |
| Практическая дальность, км      | 1400                               |
| Практический потолок, м         | 4500                               |
| Экипаж, чел                     | 3                                  |
| Вооружение:                     | три 7,7-мм пулемёта 2х110-кг бомбы |